# Pilar de la Horadada
Pilar de la Horadada (em castelhano e oficialmente) ou el Pilar de la Foradada (em valenciano) é um município da Espanha na província de Alicante, Comunidade Valenciana. Tem 78,1 km² de área e em 2021 tinha 22 597 habitantes (densidade: 289,3 hab./km²).

## Demografia
| Variação demográfica do município entre 1991 e 2004 | Variação demográfica do município entre 1991 e 2004 | Variação demográfica do município entre 1991 e 2004 | Variação demográfica do município entre 1991 e 2004 |
| --------------------------------------------------- | --------------------------------------------------- | --------------------------------------------------- | --------------------------------------------------- |
| 1991                                                | 1996                                                | 2001                                                | 2004                                                |
| 7500                                                | 9528                                                | 12731                                               | 16050                                               |